# Donny Robinson (BMX)
Pour les articles homonymes, voir Donny Robinson et Robinson.
Donny Robinson est un coureur cycliste américain né le 17 juin 1983 à Napa en Californie.
En juin 2015, il fait partie des treize cyclistes élus à la Commission des Athlètes au sein de l'UCI. 
Il a pris la troisième place aux Jeux olympiques à Pékin en 2008 de la course de BMX.

## Palmarès

### Jeux olympiques
- Pékin 2008
  -  Médaillé de bronze du BMX

### Championnats du monde
- Louisville 2001
  -  Champion du monde de BMX juniors
  -  Champion du monde de BMX cruiser juniors
- São Paulo 2006
  -  Champion du monde de BMX cruiser
- Taiyan 2008
  - 4e du BMX
- Adélaïde 2009
  -  Champion du monde de BMX
- Birmingham  2012
  - 6e du BMX

### Coupe du monde
- 2006 : 1er du classement général, vainqueur de la manche de Fréjus, deux podiums
- 2007 : 2e du classement général, vainqueur de la manche de Pékin
- 2008 : 1er du classement général, vainqueur de la manche de Copenhague, trois podiums
- 2009 : 3e du classement général, deux podiums
- 2010 : 84e du classement général
- 2011 : 30e du classement général
- 2012 : 19e du classement général
- 2013 : 36e du classement général

### Championnats des États-Unis
- 2009
  - 3e du BMX